# Vecteur excentricité
Le vecteur excentricité est une grandeur introduite en mécanique céleste dans le cas du mouvement képlérien, c'est-à-dire du mouvement relatif de deux astres en interaction newtonienne, le système global étant considéré comme isolé. Dans ce cas, les orbites de chacun des astres sont, dans le référentiel barycentrique, des ellipses d'excentricité e.
Le vecteur excentricité, couramment noté {\displaystyle {\vec {e}}}, est le vecteur de norme {\displaystyle \lVert {\vec {e}}\rVert =e}, colinéaire à la ligne des apsides et dirigé vers le périapse (ou périastre). 
Physiquement ce vecteur, qui est une grandeur sans dimension, est directement lié au vecteur de Runge-Lenz, lequel est une intégrale première spécifique du problème à deux corps dans le cas d'une force d'interaction en {\displaystyle 1/r^{2}} (qui dérive d'un potentiel newtonien). L'usage de la notion de vecteur excentricité est plus spécifique à la mécanique céleste, celui du vecteur de Runge-Lenz étant plus général.

## Expression du vecteur excentricité

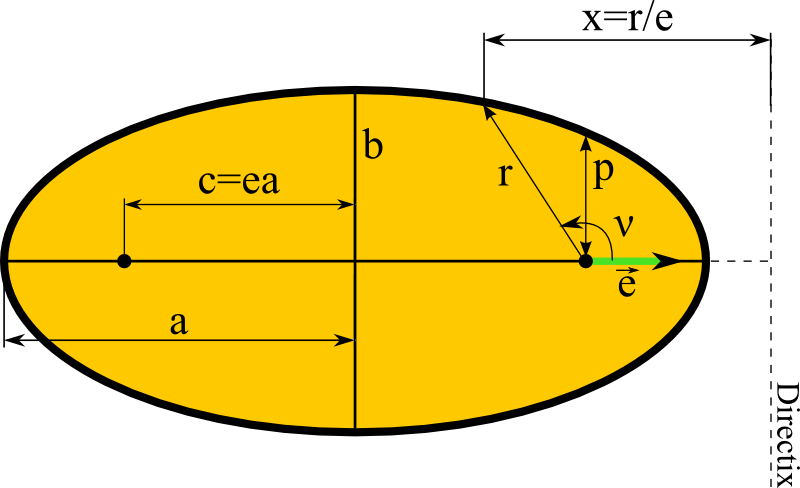
Illustration des différentes caractéristiques d'une ellipse, le vecteur excentricité étant indiqué en vert.

### Rappel des propriétés du mouvement à deux corps
Dans l'étude générale du problème à deux corps, de masses m1 et m2, il est possible de montrer :
- que du fait de la conservation de la quantité de mouvement du système global, il y a séparation entre le mouvement (rectiligne et uniforme) du centre d'inertie du système global des deux corps, de masse totale M par rapport à un référentiel galiléen donné, et celui d'une particule fictive de masse (dite réduite) {\displaystyle \mu ={\frac {m_{1}m_{2}}{m_{1}+m_{2}}}}, dans le référentiel barycentrique[3], soumise à la force d'interaction entre les deux corps. Les trajectoires « réelles » de ces derniers se déduisent de celle de la particule fictive par homothétie (cf. Problème à deux corps).
- Que du fait du caractère central de la force à laquelle elle est soumise, il y a conservation du moment cinétique {\displaystyle {\vec {L}}={\vec {r}}\wedge \mu {\dot {\vec {r}}}} de la particule fictive, ce qui implique que sa trajectoire est plane. Il est alors possible d'utiliser les coordonnées cylindro-polaires {\displaystyle (r,\theta )} pour décrire le mouvement de la particule fictive, pour lesquelles le moment cinétique s'écrit {\displaystyle {\vec {L}}=\mu r^{2}{\dot {\theta }}{\vec {e}}_{z}}.

### Mise en évidence du vecteur excentricité[R 1]
Dans le cas très important en astronomie où la force d'interaction est en {\displaystyle 1/r^{2}} , l'équation du mouvement de la particule fictive se met sous la forme :
{\displaystyle \mu {\ddot {\vec {r}}}=-{\frac {GM\mu }{r^{2}}}{\vec {e}}_{r}}.
Par suite, en tenant compte du fait que {\displaystyle {\vec {L}}={\overrightarrow {cte}}}, il vient :
{\displaystyle {\ddot {\vec {r}}}\wedge {\vec {L}}={\frac {d}{dt}}\left({\dot {\vec {r}}}\wedge {\vec {L}}\right)=-{\frac {GM}{r^{2}}}{\vec {e}}_{r}\wedge {\vec {L}}=-{\frac {GM\mu }{r^{2}}}{\dot {\theta }}r^{2}{\vec {e}}_{r}\wedge {\vec {e}}_{z}=GM\mu {\dot {\theta }}{\vec {e}}_{\theta }}.
Or puisque {\displaystyle {\dot {{\vec {e}}_{r}}}={\dot {\theta }}{\vec {e}}_{\theta }}, il vient aussitôt par réarrangement :
{\displaystyle {\frac {d}{dt}}\left({\frac {{\dot {\vec {r}}}\wedge {\vec {L}}}{GM\mu }}-{\vec {e}}_{r}\right)={\vec {0}}}.
Par suite, la grandeur vectorielle sans dimension, appelé vecteur excentricité, est une intégrale première du mouvement à deux corps dans le seul cas d'un potentiel newtonien :
{\displaystyle {\vec {e}}={\frac {{\dot {\vec {r}}}\wedge {\vec {L}}}{GM\mu }}-{\vec {e}}_{r}}.
Il est alors possible de prendre comme origine de l'angle polaire θ la direction de {\displaystyle {\vec {e}}}, et de montrer en posant {\displaystyle e=\|{\vec {e}}\|} que {\displaystyle {\vec {r}}\cdot {\vec {e}}=re\cos {\theta }=p-r}, où {\displaystyle p={\frac {L^{2}}{GM\mu ^{2}}}}. Par suite l'équation de la trajectoire de la particule fictive est celle d'une conique d'excentricité e (d'où le nom du vecteur {\displaystyle {\vec {e}}}) et de paramètre p, égale à la distance d'approche minimale du centre de force qui occupe l'un des foyers de cette conique.

## Relation avec levecteur de Runge-Lenz
Le vecteur excentricité est très proche de par sa définition du vecteur dit de Runge-Lenz défini par :
{\displaystyle {\vec {A}}={\vec {p}}\wedge {\vec {L}}-k\mu {\vec {e}}_{r}}, où {\displaystyle {\vec {p}}=\mu {\dot {\vec {r}}}} est la quantité de mouvement de la particule fictive, classiquement introduit dans l'étude du problème à deux corps dans le cas particulier du potentiel newtonien de la forme {\displaystyle V(r)=-{\frac {k}{r}}}, avec {\displaystyle k=GM} pour l'interaction gravitationnelle.
Il est facile de voir que {\displaystyle {\vec {A}}=k\mu {\vec {e}}=GM\mu {\vec {e}}}, l'usage du vecteur excentricité étant plutôt spécifique à l'astronomie alors que celui du vecteur de Runge-Lenz est celui de la mécanique générale.
Il est à noter que l'existence de cette intégrale première additionnelle spécifique au cas du potentiel newtonien a pour conséquence que le mouvement lié, i.e. elliptique, se fait selon une trajectoire fermée. Dans l'étude générale du problème à deux corps, ceci est faux pour un potentiel central {\displaystyle V(r)} quelconque, et de fait le théorème de Bertrand permet d'établir que seuls les cas du potentiel newtonien et du potentiel harmonique ({\displaystyle V(r)=\alpha r^{2}} donnent lieu à des trajectoires fermées,.
D'après le théorème de Noether, à toute symétrie continue du système est associée une intégrale première du mouvement. Ainsi la conservation de la quantité de mouvement globale du système est associée à l'invariance par translation spatiale du lagrangien du système, celle du moment cinétique à son invariance par rotation, et celle de l'énergie à son invariance par translation dans le temps. L'existence d'une intégrale première additionnelle du mouvement dans le cas newtonien est elle-même le reflet d'une symétrie additionnelle, qui ne peut s'interpréter correctement qu'à quatre dimensions.